# Coleophora onosmella
Coleophora onosmella é uma espécie de mariposa do gênero Coleophora pertencente à família Coleophoridae.